# Club Deportivo 17 de Julio
El Club Deportivo 17 de Julio es un equipo de fútbol profesional de Ibarra, Provincia de Imbabura, Ecuador y se desempeña en la Segunda Categoría.[cita requerida] Su Sede Administrativa del Club Deportivo 17 de Julio ubicados en la Av. Víctor Manuel Peñaherrera y Jaime Roldós (a una cuadra del Estadio Olímpico de Ibarra).
Está afiliado a la Asociación de Fútbol Profesional de Imbabura.

## Palmarés

### Torneos provinciales
| Competición                         | Títulos | Subcampeonatos |
| ----------------------------------- | ------- | -------------- |
| Segunda Categoría de Imbabura (1/1) | 1993.   | 1992           |

- Datos: Q5773547